# Avril 1874

## Événements
- 15 avril : première exposition impressionniste à Paris chez le photographe Nadar. Impression, soleil levant, un tableau de Monet y est exposé. Monet, Renoir, Pissarro, Degas, Cézanne et Sisley soulèvent un tollé de la critique.
- 16 avril, Canada : Louis Riel est démis de ses fonctions de député à la chambre des communes à Ottawa.
- 19 avril : les cantons suisses adoptent une Constitution fédérale démocratique. Elle intègre les mesures prônées par les radicaux, les démocrates et les laïques et garantit un exercice démocratique du pouvoir. Les deux instances législatives (le Conseil national et les Conseils des États) élisent le tribunal fédéral, le général en chef en cas de conflit, et le Conseil fédéral.

## Naissances
- 5 avril : Emmanuel Suhard, cardinal français, archevêque de Paris († 30 mai 1949).
- 14 avril : Alexander Cambridge, 1st Earl of Athlone, Gouverneur général
- 15 avril : Johannes Stark, physicien allemand, prix Nobel de physique en 1919 († 1957).
- 19 avril : Firmin Baes, peintre belge († 4 décembre 1943).
- 21 avril : Georges Froin, médecin français († 21 avril 1964).
- 25 avril : Guglielmo Marconi, physicien italien.

## Décès
- 1er avril : Wilhelm Brücke,  peintre prussien (° 4 mars 1800).
- 7 avril : Wilhelm von Kaulbach, peintre allemand (° 15 octobre 1805).
- 14 avril : Ari'imate, Roi polynésien de Huahine et Maia'o.
- 24 avril : John Phillips, géologue britannique.